# Roccella phycopsis
Roccella phycopsis är en lavart som beskrevs av Ach. Roccella phycopsis ingår i släktet Roccella och familjen Roccellaceae.   Inga underarter finns listade i Catalogue of Life.